# 纵沟蛹螺
纵沟蛹螺（学名：Pupa sulcata），是头楯目捻螺科Pupa属的一种。主要分布于印度尼西亚、中国大陆，常栖息在浅海。